# ADI Stallion
L'ADI Stallion est un quadriplace utilitaire dont le prototype [N408S] a effectué son premier vol en 1994. C'est un monoplan à aile haute cantilever et train tricycle escamotable de construction composite. Cet appareil peut transporter jusqu’à 6 personnes, à condition de supprimer le coffre à bagages à l’arrière de la cabine et devient Super Stallion avec un moteur Continental TSIO-550-E. Le Stallion est commercialisé en kit par Aircraft Designs Inc et plusieurs exemplaires étaient en construction aux États-Unis et en Nouvelle-Zélande début 2001. Aucun n’avait encore obtenu de certification en janvier 2007.